# Bruno Franz Leopold Liebermann
Pour les articles homonymes, voir Liebermann.
Bruno Franz Leopold Liebermann ou Bruno François Léopold Liebermann (Molsheim, 12 octobre 1759 - Strasbourg, 11 novembre 1844) a été professeur au Grand Séminaire de Strasbourg, curé d’Ernolsheim-Bruche, supérieur au Séminaire de Mayence et vicaire général à l'archidiocèse de Strasbourg.

## Liebermann à Mayence
Liebermann reçut donc son laissez-passer, avec ordre de rester éloigné de 
Strasbourg de quarante lieues, et il fut placé sous la surveillance de la police. Joseph Ludwig Colmar avait dû répondre pour son ami. Dès son arrivée à Mayence, Liebermann se fit entendre comme prédicateur à la cathédrale Saint-Martin de Mayence, et fut admis comme conseiller de l'Administration diocésaine.
Les statuts du séminaire, calqués sur ceux qui avaient été établis en France par saint Vincent de Paul, furent arrêtés par Colmar et son ami, et avaient pour but de détruire l'esprit d'indépendance qui, dans les derniers temps, avait gagné le clergé allemand. Le supérieur Liebermann était l'homme créé exprès pour établir 

### Cercle de Mayence
Les élèves de Liebermann (Liebermannianer ou cercle de Mayence), qui dirigea le séminaire jusqu'en 1824, acquirent bientôt une bonne reputation comme prêtres. Le séminaire de Mayence produisit entre autres hommes célèbres les évêques André Raess de Strasbourg et Nikolaus von Weis (de) de Spire, le cardinal Johannes von Geissel de Cologne, le professeur de théologie Heinrich Klee, etc., qui dès le début, travaillèrent avec ardeur à l'œuvre de la restauration de l'église d'Allemagne, au point que le séminaire de Mayence rivalisait avec les Facultés de Tubingen et de Bonn, et n'a jamais dévié de la véritable doctrine de l'Église.

### Finance
De bonne heure, l'évêque eut encore la joie de voir assurée l'existence matérielle de son séminaire, et d'être délivré de grands soucis. Par l'intermédiaire de l'impératrice Joséphine, le séminaire rentra en possession des biens de la rive gauche, qui n'avaient pas encore été aliénés, d'un revenu annuel de 6000 francs.